# ديريك كولينز
ديريك كولينز (بالإنجليزية: Derek Collins)‏ (15 أبريل 1969 بغلاسكو في المملكة المتحدة - ) هو لاعب كرة قدم بريطاني في مركز الظهير. لعب مع بريستون نورث إيند وسلايما واندريرز ونادي بارتيك ثيسل ونادي هيبرنيان وGretna F.C. ‏ ونادي غرينوك مورتون.

## وصلات خارجية
- ديريك كولينز على موقع قاعدة بيانات كرة القدم.إي يو (الإنجليزية)
- ديريك كولينز على موقع Soccerbase.com (لاعب) (الإنجليزية)